# East Hardwick
East Hardwick – wieś w Anglii, w hrabstwie ceremonialnym West Yorkshire, w dystrykcie metropolitalnym Wakefield. Leży 24 km na południowy wschód od miasta Leeds i 251 km na północ od Londynu.